# Anonym (Rapper)
Anonym oder Ano (* 6. Juli 1994, bürgerlich Okan Pekel) ist ein deutscher Rapper aus Hannover.

## Leben
Okan Pekel wuchs in Hannover als Sohn türkischer Eltern auf. Als diese zusammen mit ihm im Fernsehen den Rapper Summer Cem sehen, erklären sie ihm, dass dieser aus demselben Dorf in der Türkei stamme. Zunächst trat Pekel unter einem anderen Pseudonym und ohne Maske auf. Er lernte Alpa Gun kennen, der ihn zur Maske und zum Pseudonym Anonym überredete. Gemäß seinem Pseudonym will er unerkannt bleiben und verzichtete zu Beginn seiner Karriere auch auf Interviews.
Im Jahr 2018 erschien sein erstes Album Hannoveraner über das Label Major Movez. Als Features ist u. a. Samra auf dem Album, das Platz 90 der deutschen Charts erreichte. Der Song Ghetto-Sterne auf diesem Album behandelt verschiedene Stadtteile von Hannover, so auch zwei Problemviertel.

„Nasen schief à la Dracula auf Koka-Sucht – Hannover-City, schöne Grüße hier aus Roderbruch – Todesangst vor der Haustür Klingenthal – Maske auf, schnapp’ mir Frauen aus der Misswahl“

Im Anschluss gründete Anonym das Label 0511 Records (Geschäftsführer: Toni Pohland), das einen Vertriebsdeal mit Universal Records hat. Am 15. Mai 2020 erschien über dieses Label sein zweites Album Ultimate. Der Entstehungsprozess war mit einigen Schwierigkeiten verbunden, da er eines Morgens unter einer Fazialisparese litt, er aber unbedingt seinen Zeitplan einhalten wollte. Als erste Auskopplung wurde das Lied Paris mit dem Rapper Samra veröffentlicht, das Platz 42 erreichte. Auf dem Album selbst befinden sich außerdem Features mit Summer Cem, Seyed, Mosh36 und Mehrzad Marashi. Das Album selbst erreichte Platz 35 der deutschen Charts. Nach einer musikalischen Pause verkündete  er am 17. Januar 2021 in einer Hörprobe, dass er bei Samras Label „Cataleya Edition“ unter Vertrag genommen wurde. Seitdem nennt er sich nur noch kurz Ano.

## Diskografie
Alben
- 2018: Hannoveraner (Major Movez)
- 2020: Ultimate (0511 Records)
- 2022: Cataleya Ed1tion (mit Samra und Bojan; Cataleya Edition)

Singles & EPs
- 2017: Fick Fame (EP, Major Movez)
- 2020: Comeback (Single, 0511 Records)
- 2020: Winterblues (Single, 0511 Records)
- 2021: Ferrari rot (Single, Cataleya Edition, feat. Noah, #5 der deutschen Single-Trend-Charts am 25. Juni 2021[6])
- 2021: Segen & Fluch (Single, Cataleya Edition, #14 der deutschen Single-Trend-Charts am 5. November 2021[7])
- 2021: Wildfremd (#14 der deutschen Single-Trend-Charts am 24. Dezember 2021[8])
- 2022: Temperament (mit Calo & Bojan; #17 der deutschen Single-Trend-Charts am 21. Januar 2022[9])
- 2022: Beton (mit Bojan; #3 der deutschen Single-Trend-Charts am 15. April 2022[10])
- 2023: Copyright (feat. Alpa Gun & Samra; #1 der deutschen Single-Trend-Charts am 7. Juli 2023[11])
- 2023: Günah (feat. Samra & Summer Cem; #2 der deutschen Single-Trend-Charts am 1. September 2023[12])

Featurings
- 2017: Samra: Die Eins
- 2021: Samra: Augen überall

Weitere Lieder
- 2022: Try Again (mit Bojan; #11 der deutschen Single-Trend-Charts am 21. Mai 2022[13])